# Windows Sidebar
Windows Sidebar és un plafó de complements o eines (anomenats gadgets o ginys) presentat en forma de barra lateral, d'allà el seu nom.Aquesta utilitat ve inclosa en el sistema operatiu Windows Vista, amb tres components predeterminats:
- un rellotge
- una petita finestra de presentació d'imatges
- un servei de titulars de notícies